# 괴를리츠역 (베를린 지하철)
베를린 지하철의 괴를리츠역(U-Bahnhof Görlitzer Bahnhof)은 베를린 프리드리히스하인크로이츠베르크구 크로이츠베르크에 있는 U1, U3의 역이다. 슈칼리처 슈트라세(Skalitzer Straße)와 오라니엔슈트라세(Oranienstraße)/비너 슈트라세(Wiener Straße)가 교차하는 부분의 중앙섬을 따라서 역사가 설치되어 있다. 개통 당시 이름은 오라니엔슈트라세역이었으나 1926년에 역 남동쪽에 있었던 철도역인 베를린 괴를리츠역의 이름을 따서 개칭되었다.

## 역사
1898년 착공하여 1901년에 완공되었다. 계획된 역명으로는 괴를리츠역, 오라니엔비너슈트라세(Oranien-Wiener-Straße)역이 있었다. 1902년 2월 18일 다른 고가 도시철도역과 동시에 개업했다. 지멘스 운트 할스케의 표준 건설 양식을 채용했다. 역사 설계는 하인리히 슈비거(Heinrich Schwieger, 1846–1911)와 요하네스 부세트(Johannes Bousset, 1865–1945)가 담당했다. 이 역의 동쪽 출입구와 유사한 양식의 출입구는 코트부스 토어역, 프린첸슈트라세역에 설치되었다. 역사의 서쪽 부분만 천장 구조물로 덮여 있다. 원래 승강장 길이는 78.1 m였으나 1962년에 107.6 m로 연장되었고 연장된 부분은 별도로 덮이지 않았다.
1926년 2월 14일에 괴를리츠역(오라니엔슈트라세)로 개명되었다. 역 개명은 승객들의 요주에 의한 것이었다. 1982년에는 오라니엔슈트라세라는 부역명이 공식적으로는 삭제되었지만 역명판에는 한동안 남아 있었다. 1981년 말에는 역 천장부가 개보수공사를 거쳤다.
이 역 일대는 1987년 크로이츠베르크 노동절 집회에서 중요한 역할을 담당했다. 북쪽에 있었던 라우지처 플라츠(Lausitzer Platz) 광장에서의 시가 축제가 베를린 경찰과 무장 좌익 세력의 투쟁으로 번졌고, 이 과정에서 역 건물이 화재 피해를 입었다. 고가 선로의 철제 기둥 지지대 인근에서 수백명이 뛰어 다녔다. 그 결과 역이 심하게 파괴되어 수 주 동안 복구를 위해서 영업을 중단해야 했다.
2018년 5월 7일부터 U3 노선이 운행하기 시작했다.

## 인접 철도역
베를린 버스 M29, N1번과 환승 가능하다.
| 베를린 지하철 1호선               | 베를린 지하철 1호선 | 베를린 지하철 1호선                      |
| --------------------------------- | ------------------- | ---------------------------------------- |
| 코트부서 토어 울란트슈트라세 방면 | U1                  | 슐레지셰스 토어 바르샤우어 슈트라세 방면 |
| 베를린 지하철 3호선               |                     |                                          |
| 코트부서 토어 크루메 랑케 방면    | U3                  | 슐레지셰스 토어 바르샤우어 슈트라세 방면 |